# Tänk, när jag min Herre skådar
Tänk, när jag min Herre skådar är en psalm med text från 1898 av Carrie E. Breck och musik från 1898 av Grant Colfax Tullar. Texten översattes till svenska 1922 av Otto Witt och bearbetades 1987 av Gun-Britt Holgersson. I Psalmer och Sånger 1987 inleds början med Tänk, när jag för möta Jesus. Texten är inte identisk med texten i Segertoner 1988, trots att samma upphovspersoner nämns.

## Publicerad i
- Segertoner 1930 som nr 329.
- Psalmer och Sånger 1987 som nr 742 under rubriken "Framtiden och hoppet - Kristi återkomst".[2]
- Segertoner 1988 som nr 661 under rubriken "Jesu återkomst".[1]